# Spirembolus bilobatus
Spirembolus bilobatus är en spindelart som först beskrevs av Chamberlin och Ivie 1945.  Spirembolus bilobatus ingår i släktet Spirembolus och familjen täckvävarspindlar. Inga underarter finns listade i Catalogue of Life.